# Rocksteady Studios
Rocksteady Studios — британський розробник відеоігор, що базується в Лондоні та належить Warner Bros. Interactive Entertainment. Студія була заснована у 2004 році та відома за розробку серії Batman: Arkham.

## Історія
Rocksteady Studios була заснована 13 грудня 2004 року Джеймі Волкером і Сефтоном Гіллом, які раніше працювали в згодом закритій Argonaut Games як креативний директор і керівник розробки відповідно. Деякі колишні співробітники Argonaut були найняті в Rocksteady. SCi Entertainment (пізніше перейменована в Eidos) була інвестором студії, володіючи 25,1 % акцій Rocksteady.
Першим проєктом студії став шутер від першої особи Urban Chaos: Riot Response, який був розроблений із використанням рушія Havok і випущений Eidos Interactive для PlayStation 2 та Xbox у 2006 році. Навесні 2007 року, Eidos отримала права на створення гри за мотивами коміксів про Бетмена і звернулася до Rocksteady, яка представила свій погляд на гру. У травні, студія почала працювати над концепцією Batman: Arkham Asylum і перейшла до розробки у вересні. Arkham Asylum, яка була випущена в серпні 2009 року і стала першою в серії Batman: Arkham, спіткав комерційний успіх і визнання критиків. Після цього, видавець Warner Bros. Interactive Entertainment (WBIE) придбав нерозкритий контрольний пакет акцій Rocksteady, тоді як Eidos зберегла свою частку у 25,1 %. Пізніше студія повністю перейшла у власність WBIE.
Студія розробила Arkham City (2011) та Arkham Knight (2015), продовження Arkham Asylum, які також мали великий успіх. Упродовж кількох років повідомлялося, що Rocksteady працювала над грою, що ґрунтується на коміксах про Супермена, проте ці чутки не було підтверджено.
У серпні 2020 року було анонсовано пригодницький бойовик Suicide Squad: Kill the Justice League, який є частиною серії Arkham і буде випущен у травні 2023-го. У жовтні 2022 року Warner повідомила, що Волкер та Гілл вирішили залишити студію наприкінці року, а Натан Берлоу й Дарій Садеґіан обіймуть їхні посади.

## Розроблені ігри
| Рік  | Назва                                  | Платформа                                                                         | Видавець                                                  |
| ---- | -------------------------------------- | --------------------------------------------------------------------------------- | --------------------------------------------------------- |
| 2006 | Urban Chaos: Riot Response             | PlayStation 2, Xbox                                                               | Eidos Interactive                                         |
| 2009 | Batman: Arkham Asylum                  | macOS, Microsoft Windows, PlayStation 3, PlayStation 4, Xbox 360, Xbox One        | Eidos Interactive, Warner Bros. Interactive Entertainment |
| 2011 | Batman: Arkham City                    | macOS, Microsoft Windows, PlayStation 3, PlayStation 4, Wii U, Xbox 360, Xbox One | Warner Bros. Interactive Entertainment                    |
| 2015 | Batman: Arkham Knight                  | Microsoft Windows, PlayStation 4, Xbox One                                        | Warner Bros. Interactive Entertainment                    |
| 2016 | Batman: Arkham VR                      | Microsoft Windows, PlayStation 4                                                  | Warner Bros. Interactive Entertainment                    |
| 2023 | Suicide Squad: Kill the Justice League | Microsoft Windows, PlayStation 5, Xbox Series X/S                                 | Warner Bros. Interactive Entertainment                    |